# Pteropus rodricensis
Pteropus rodricensis (Крилан Родріґеса) — вид рукокрилих, родини Криланових.

## Опис
Розмах крил: 90 см. Вага 350 гр. Має великі загострені вуха, довгасту морду і великі очі, щоб бачити і полювати в темряві. Забарвлення може бути жовтим, помаранчевим і червоним або сріблястим і чорним.

## Поширення
Країни поширення: острів Родріґес (Маврикій) у південно-західній частині Індійського океану. Живе в мангрових лісах і дощових лісах, де лаштує сідала в деревах або в печерах.

## Поведінка
Самиця приносить одне дитинча. Тривалість життя становить близько 8 або 9 років. Через їх розміри, вокалізацію і мобільність, Pteropus rodricensis легко виявити і, отже, їх число часто переоцінене. Вид є сутінковим і найактивніший на заході й сході сонця, коли залишає печери або дерева, щоб знайти їжу. Цей вид полює для нічних комах, використовуючи свої крила, як сіті, щоб залучити видобуток у рот. Цей вид живиться як комахами, так і фруктами. Вживаючи фрукти ці крилани допомагають розсіювати насіння плодових дерев і запилюють багато дерев і чагарників. Зграї зазвичай обирають конкретне місце спочинку, яке вони займають протягом багатьох років, проте, порушення людини і підвищений тиск полювання можуть призвести до того, щоб колонії переїхали в нові місця ночівель.

## Загрози
Цей вид знаходиться під серйозною загрозою зникнення в дикій природі на острові Родріґес в результаті втрати місць проживання, стрільби та полювання на м'ясо. Це, як вважають, було причиною зникнення виду на головному острові Маврикії. Ці кажани також зіштовхуються з серйозними природними загрозами щорічних тропічних циклонів, які здувають тварин у море, де вони вмирають, а також знищують їх місце проживання, позбавляючи їх їжі й даху над головою. Чисельність виду, як і раніше крихке і залежить від заходів по збереженню.